# Václav Malý
Václav Malý (* 21. září 1950 Praha) je římskokatolický duchovní a pomocný biskup pražský.

## Život
Po maturitě na pražském Gymnáziu Na Zatlance studoval v letech 1969–1976 na cyrilometodějské bohoslovecké fakultě v Litoměřicích. Na kněze byl vysvěcen 26. června 1976. V roce 1977 podepsal Chartu 77 a o rok později byl jedním ze 17 zakladatelů Výboru na obranu nespravedlivě stíhaných. V lednu 1979 byl zbaven státního souhlasu, od 22. května do 22. prosince 1979 byl bez soudu vězněn (obviněn z podvracení republiky). V letech 1980–1989 pracoval jako topič a zeměměřický figurant, zároveň však působil tajně jako kněz a podílel se na tvorbě katolického samizdatu. Rok byl mluvčím Charty 77 (13. ledna 1981 – 7. ledna 1982). Od roku 1988 byl členem Československého helsinského výboru.

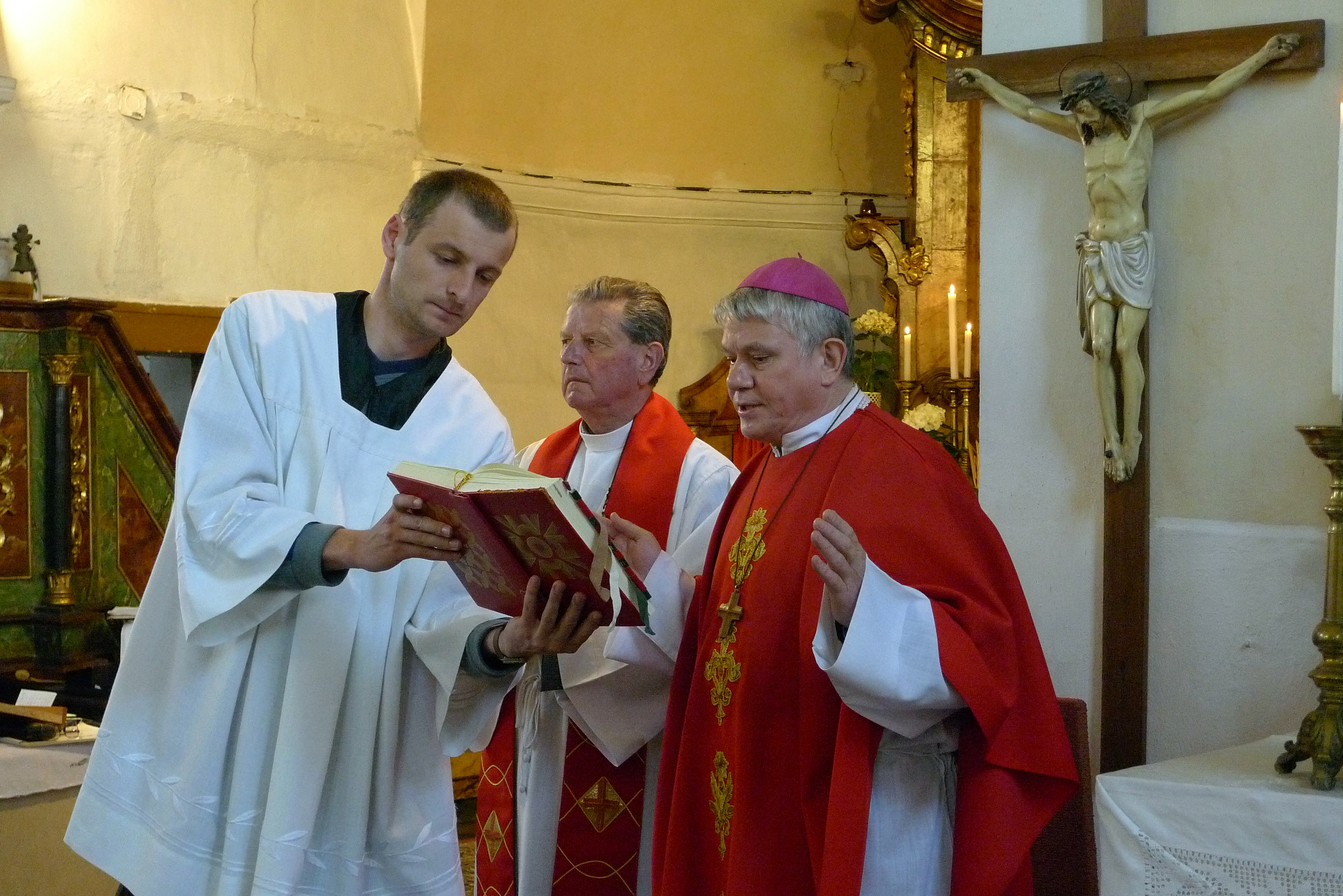
Pomocný biskup pražský Václav Malý

V širokou veřejnou známost vešel za sametové revoluce v roce 1989, kdy moderoval velká lidová shromáždění, například shromáždění tři čtvrtě milionu lidí na Letenské pláni 25. listopadu nebo několik shromáždění na Václavském náměstí. Byl spoluzakladatelem a prvním mluvčím Občanského fóra.
V letech 1990–1996 působil jako kněz v Praze. 1. prosince 1996 byl jmenován kanovníkem Metropolitní kapituly u sv. Víta, 3. prosince jej papež Jan Pavel II. jmenoval titulárním biskupem marcelliánským a pomocným biskupem pražským. Vysvěcen byl 11. ledna 1997. Jeho biskupské heslo zní Pokora a pravda.
Vyjma práce v církvi také jezdí po zemích, ve kterých se vyskytují političtí vězni. Navštěvuje jejich rodiny a snaží se je psychicky podpořit. Sepisuje petice a nenásilnou formou bojuje proti tamějším režimům. Do této chvíle navštívil Bělorusko, Moldávii, Kubu, Čínu, Súdán a Írán.

### Ocenění a členství
- 1998 – Řád T. G. Masaryka III. třídy
- 1997 – Čestná medaile Tomáše Garrigua Masaryka za věrnost jeho odkazu, udělilo Masarykovo demokratické hnutí (14. září 1997)
- 2012 – Cena Arnošta Lustiga
- 2019 – čestný občan městské části Prahy 5
- 2021 – Řád čestné legie za osobní nasazení v prosazování lidských práv[1]
- 2024 – Řád bílého dvojkříže II. třídy (Slovensko)[2]

Václav Malý je zakládajícím členem a členem správní rady Výboru dobré vůle – Nadace Olgy Havlové.

## Bibliografie

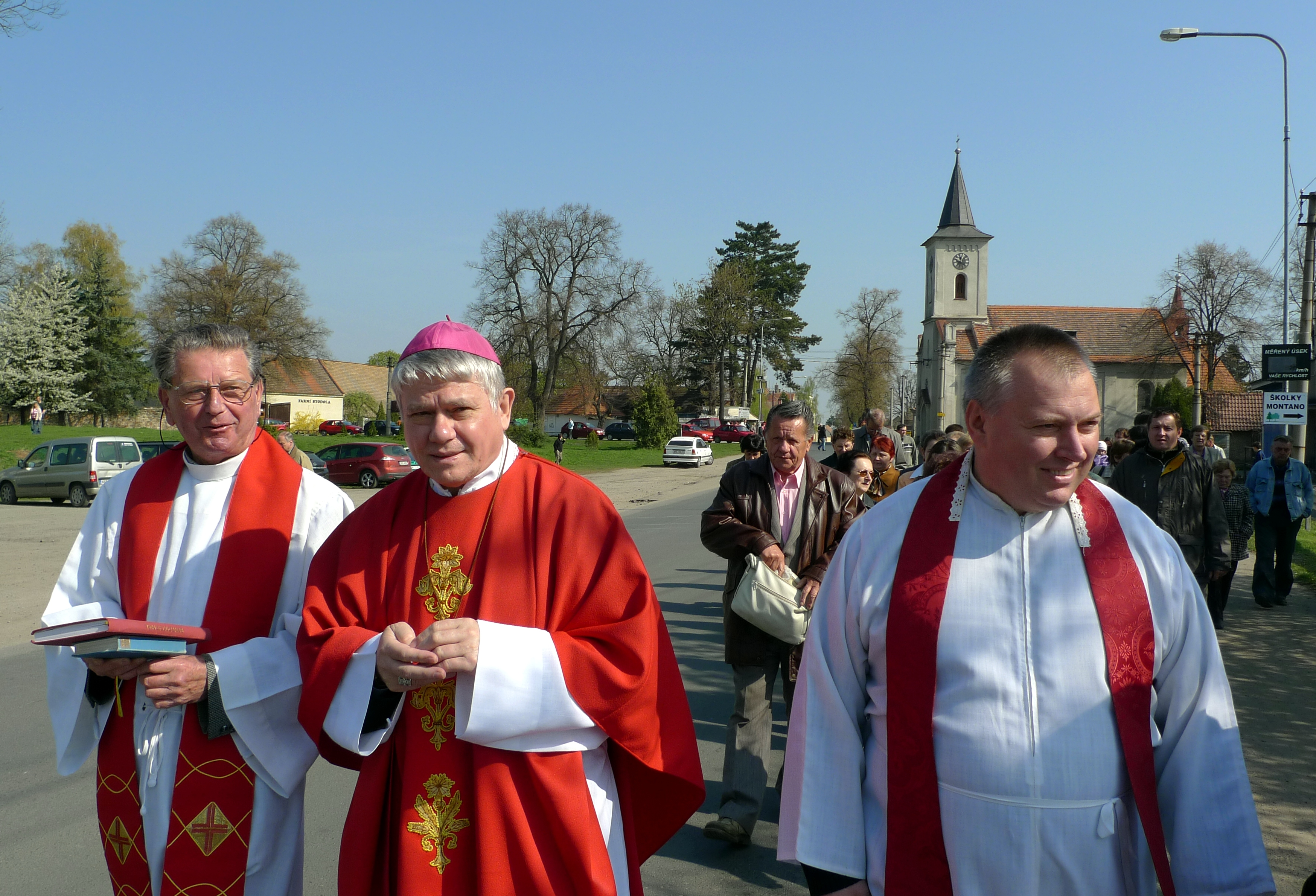
Čelákovický farář Richard Scheuch, Václav Malý a Michael Slavík v Přerově nad Labem